# ワシリー・レオンチェフ
ワシリー・ワシーリエヴィチ・レオンチェフ（ロシア語: Васи́лий Васи́льевич Лео́нтьев, 英語: Wassily Leontief, 1905年8月5日 - 1999年2月5日）はソビエト連邦出身の経済学者。1973年に投入産出分析（産業連関分析）の研究でノーベル経済学賞受賞。レオンチエフとも。

## 経歴

### 生い立ち
ドイツ帝国のミュンヘンで、経済学教授で同名の父ワシリー・ワシーリエヴィチ・レオンチェフとユダヤ系の母ズラータ・ベンツィオノヴナ（のちエヴゲニヤ・ボリソヴナ）・ベケルとの間に生まれた。生家は1741年からサンクトペテルブルクに住んでいた古儀式派の家系であった。
その後ロシアに戻り、ロシア革命後の1921年に15歳でレニングラード大学に入学。最初は哲学と社会学を学ぶが、後に経済学を学び1925年に19歳で経済学修士号（文学修士と同等）を取得した。
1920年代のソ連では国外に移動することは難しかったものの、致死的な肉腫を発症しているとの診断（のち誤診と判明）をチェーカーが認めたことで、1925年にソ連を出国。ベルリンのフンボルト大学大学院に学び、1927年からはクリスティアン・アルブレヒト大学キール校のキール世界経済学研究所に移り統計による需要供給曲線の導出を研究。1929年に「投入産出分析」の学位論文で博士号を取得した。
博士号取得後ドイツ鉄道省の中国支援のアドバイザーとして中華民国に派遣され、1931年に渡米。経済調査の米国連邦事務局勤務を経て、1932年にハーバード大学講師。同じ年に詩人のエステル・マークスと結婚し、1936年に夫妻のただ一人の子供であるスヴェトラナ・レオンチェフ・アルパースが生まれる。
1946年にハーバード大学経済学教授となり、1948年にハーバード経済調査事業を設立して所長に就任（1973年まで在任）。1965年にはハーバード協会議長・1970年にはアメリカ経済学会会長を歴任した。1975年にニューヨーク大学教授に就任し1999年に死去するまでその座に在った。

## 研究
- アバ・ラーナーと同様に、ヴィルヘルム・ラウンハルト（英語版）の交易条件に対する予測を改良した。
- 投入産出分析の研究の中で、彼は米国が主に労働集約的に生産された財貨を輸出することを1953年に発見した。これは、資本に富む国である米国が高い資本濃度とともに財貨を輸出することから推論されるヘクシャー＝オリーンの定理と矛盾する。これをレオンチェフの逆説という。
- レオンチェフ型関数は、レオンチェフにちなんで名付けられた。

## 栄典
- 投入産出分析（産業連関分析）を発展させ、その手法を彫琢して重要な経済上の問題に適用したことによって、1973年にノーベル経済学賞を受賞した。
  - ノーベル経済学賞を受賞する前のエピソードとして、ニューヨーク・タイムズは「レオンチェフは、ニューヨークのエレベーターで『ロシア名のハーバードの経済学者が受賞した』という話を耳にし、興奮で顔を紅潮させ急いで新聞を買いに走ったが、そこで見たのはクズネッツの名前だったという」という逸話を紹介している[2]。
- 日本の学界・政府・産業界と特に関係が深く、このため1985年に日本政府から特別叙勲の栄誉に浴している。環太平洋産業連関分析学会設立の指導にもあたった。

## 趣味
- マス釣り、バレエおよび良質のワインを楽しんだことが知られている。

## 著書
- レオンチェフ, W.W. 著、山田勇・家本秀太郎 訳『アメリカ経済の構造‐産業連関分析の理論と実際』東洋経済新報社、1969年。NDLJP:3024480。